# Phalauda
Phalauda es un pueblo y nagar Panchayat situado en el distrito de Meerut en el estado de Uttar Pradesh (India). Su población es de 19908 habitantes (2011). 

## Demografía
Según el censo de 2011 la población de Phalauda era de 19908 habitantes, de los cuales 10423 eran hombres y 9485 eran mujeres. Phalauda tiene una tasa media de alfabetización del 61,79%, inferior a la media estatal del 67,68%: la alfabetización masculina es del 71,54%, y la alfabetización femenina del 51.01%.